# Granville (North Dakota)
Granville is een plaats (city) in de Amerikaanse staat North Dakota, en valt bestuurlijk gezien onder McHenry County.

## Demografie
Bij de volkstelling in 2000 werd het aantal inwoners vastgesteld op 286.
In 2006 is het aantal inwoners door het United States Census Bureau geschat op 251, een daling van 35 (-12,2%).

## Geografie
Volgens het United States Census Bureau beslaat de plaats een oppervlakte van
0,7 km², geheel bestaande uit land. Granville ligt op ongeveer 460 m boven zeeniveau.

## Plaatsen in de nabije omgeving
De onderstaande figuur toont nabijgelegen plaatsen in een straal van 28 km rond Granville.